# Karl von Zay
Josef Karl Anton Zay, später von Zay, (auch Carl; * 5. November 1783 in Arth; † 7. Februar 1854 in Schwyz) war ein Schweizer Politiker.

## Leben
Zay stammte aus einem Landleutegeschlecht, das auf einen 1353 erwähnte Jost Zay zurückgeführt werden kann. Sein Grossvater war der Arzt Johann Karl Jakob Zay (1721–1795). Sein Vater war der Arzt und Politiker Karl Zay. Maria Katharina von Weber, die Tochter des Offiziers Franz Dominik von Weber, seine Mutter und der Politiker Franz Xaver von Weber sein Onkel. Zays Akte wird daher heute im Familienarchiv von Weber im Staatsarchiv Bern aufbewahrt.
Zays Ausbildung ist unbekannt. Er übernahm, wie in der Familie üblich, diverse öffentliche Ämter. Von 1818 bis 1822 war er Landessäckelmeister, anschliessend von 1822 bis 1824 Landesstatthalter sowie danach von 1824 bis 1826 Landammann vom Bezirk und Kanton Schwyz. 1825 übernahm der das Webersche Herrenhaus Acherhof. In den Jahren 1826 und 1831 war er zudem Tagsatzungsgesandter. Er war ausserdem von 1833 bis 1840 Gerichtspräsident des Schwyzer Kantonsgerichts. 
Zay wurde durch den Orden vom Goldenen Sporn geehrt sowie zum Ritter der Ehrenlegion ernannt.
Der Kirchenvogt Xaver Zay (1809–1885) war sein Schwager.